# Pérez Maset
Pérez Maset es un historietista español. 

## Biografía
Pérez Maset creó Tolín, aventuras de un golfillo madrileño para editorial Guerri en 1948.
A principios de los cincuenta, trabajó en las revistas infantiles "Cubilete", "Jaimito" y "S.O.S.".

## Obra
| Años | Título                                    | Tipo   | Publicación |
| ---- | ----------------------------------------- | ------ | ----------- |
| 1948 | Tolín, aventuras de un golfillo madrileño | Serial | Guerri      |
| 1950 | Orosia, mujer cañón                       | Serie  | Cubilete    |
| 1950 | Cayetano Bimba                            | Serie  | Cubilete    |